# 永原原姫
永原 原姫（ながはら の もとひめ、生没年不詳）は、平安時代初期の淳和天皇の女御。亭子女御、永原御息所とも。

## 生涯
はじめ尚蔵・緒継女王に仕えていたが、淳和天皇に寵愛され女御となる。また後宮において尚蔵を務めたが、位階などはわかっていない。嵯峨天皇の皇子源定が淳和天皇の猶子となった際にその養母になり、定は薨伝に「…定有二父二母焉」（定には二人の父と二人の母がいる）と称されるほど淳和天皇と原姫に大切にされた。
広隆寺に多額の財を寄進したことでも知られており、現在の講堂の本尊である阿弥陀像などは原姫によって寄進されものである。